# Rytigynia mutabilis
Rytigynia mutabilis là một loài thực vật có hoa trong họ Thiến thảo. Loài này được Robyns miêu tả khoa học đầu tiên năm 1928.